# Марторана
Марторана (італ. La Martorana) або Санта-Марія-дель-Амміральо (італ. Santa Maria dell'Ammiraglio), офіційно Сан-Нікола-дей-Гречі (італ. San Nicola dei Greci) — церква в Палермо, яка є одним з двох кафедральних соборів єпархії П'яна-дельї-Албанезі (Італо-албанська католицька церква). Стоїть на пьяцца Белліні, в безпосередній близькості від арабо-норманського храму Сан-Катальдо й барокових церков Санта-Катаріна та Сан-Джузеппе-дей-Театіні.
Церкву побудували в XII столітті в арабо-норманському стилі. Попри численні перебудови й оновлення, Марторана відома переважно завдяки своїм візантійським мозаїкам XII століття, які є одними з найстародавніших на Сицилії. Фахівці називають її «архітектурним колажем, у якому візантійські уявлення, перетворені на реальність місцевими будівельниками й згодом декоровані грецькими мозаїстами, існують пліч-о-пліч з ісламським художнім смаком».

## Історія

### Грецька церква (Санта-Марія-дель-Амміральо)
Церкву Санта-Марія-дель-Амміральо побудували на кошти Георгія Антіохійського (помер 1151 або 1152 року), флотоводця короля Рожера II і «амміральйо амміральйо» («адмірала адміралів»). В історичній назві збереглась пам'ять про початкове посвячення храму Богородиці й про ім'я засновника. Двомовна (грецькою та арабською мовами) хартія Георгія, яку схвалив король Рожер II, збереглася в архіві Палатинської капели й датована 1143 роком. У хартії адмірал повідомляє про заснування церкви, присвяченої Богородиці, як подяки за численні Її милості, і жертвує маєток в Мізільмері, а також щорічно 60 золотих тари (монет), на утримання храмового духовенства й маленького жіночого монастиря. Спочатку храм був будинковим: з південного сходу до нього безпосередньо прилягав палац Георгія Антіохійського, згодом неодноразово перебудований і включений в комплекс монастиря Марторана, а остаточно зруйнований внаслідок американської бомбардування 30 червня 1943. До моменту смерті свого засновника (1151 або 1152) будівництво завершили. У перші три століття свого існування церква належала грецькій парафії, й богослужіння тут проходило за візантійським обрядом.
У XII столітті церква являла собою в плані грецький хрест (тобто рівновеликий) з трьома апсидами та нартексом, а з західного боку до храму прилягав оточений з трьох сторін портиком двір з прибудованою дзвіницею. У середині XII століття (ймовірно, ще за життя титаря) інтер'єр церкви прикрасили візантійськими мозаїками з характерним золотим тлом. Йде дискусія про час побудови кампаніли: за однією версією, дзвіницю побудували одночасно з храмом, а за іншою — наприкінці XII століття. 1184 року церкву відвідав арабський мандрівник Ібн Джубайр, який писав про храм у захваті:
Ми бачили найчудовішу будову, яку не в змозі описати, і тому ми змушені мовчати, бо це найкрасивіша будівля у світі… Це одна з найбільш чудових будівель, бачених нами коли-небудь… Стіни всередині позолочені — або, швидше за все, зроблені з одного великого шматка золота. Плити з кольорового мармуру, подібних до яких ми ніколи не бачили, покриті золотою мозаїкою й увінчані зеленими мозаїчними гілками. Великі сонця з позолоченого скла, розташовані один за одним нагорі, виблискують вогнем, який засліпив наші очі й породив у нас таке сум'яття духу, що ми молили Аллаха зберегти нас…

В. фон Фалькенгаузен (1996) припускає, що середньовічна Марторана була осередком палермської філософської школи. Під час Сицилійської вечірні 1282 в Санта-Марія-дель-Амміральо відбулися збори сицилійських вельмож і духівництва, на яких було прийняте рішення запросити на сицилійський престол Педро III Арагонського.

### Монастирська церква (Марторана)

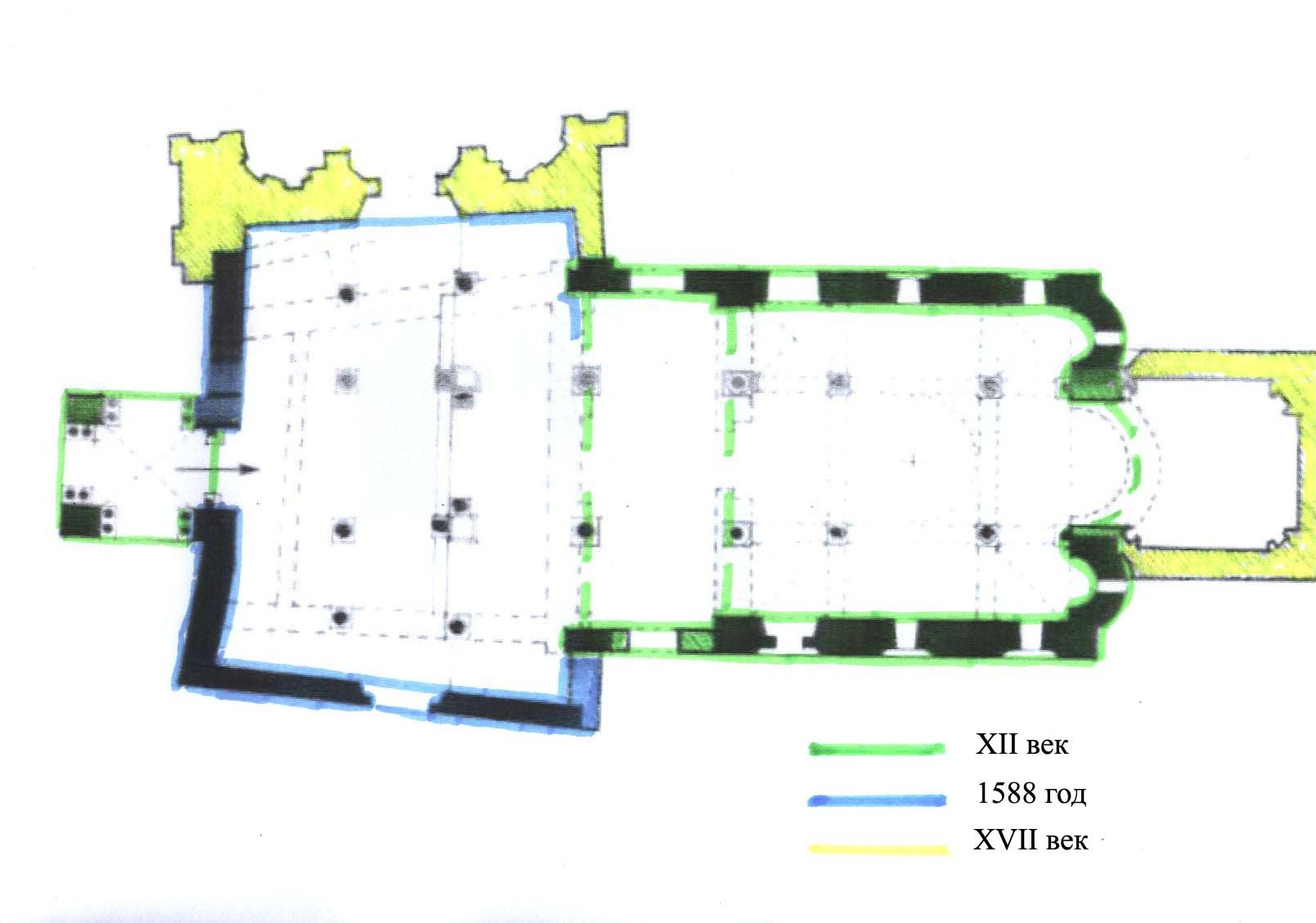
План Марторани в історичному розвитку. Зеленим позначене «ядро» XII століття, синім — прибудова 1588, жовтим — прибудови XVII століття.

1194 року поблизу від церкви був заснований жіночий бенедиктинський монастир. Засновниками монастиря були Жоффруа та Елоїза Марторана. За велінням короля Альфонса Арагонського 30 вересня 1431 Санту-Марію-дель-Амміральйо передали цьому монастирю, а в 1435 папа Євгеній IV своєю буллою закріпив цю передачу. Як наслідок, за церквою закріпилася друга назва — Марторана, а богослужіння стали вести за латинським обрядом.
У XVI — XVIII століттях нові власниці церкви істотно змінили первісний вигляд храму. Перебудови здійснювали в три етапи.
- 1588 року були знесені колишні західна стіна храму та стіна між основною частиною й нартексом, до основного простору церкви додались, таким чином, колишні нартекс і двір. На місці двору спорудили дворівневу конструкцію: перший рівень став своєрідним вестибюлем, а другий — галереєю, де черниці перебували під час богослужіння, залишаючись невидимими для мирян. Внаслідок цього Романська дзвіниця, що раніше стояла окремо, виявилася частиною основної будівлі, і через неї був облаштований основний вхід. Під час цієї перебудови можливо були знищені мозаїки, що ймовірно прикрашали стіни нартексу (втім їх існування є лише гіпотезою)[11].

- У XVII столітті до північної частини будівлі, що виходить на сучасну пьяцца Белліні, архітектор Андреа Палма прибудував бароковий фасад, що сховав за собою прибудову 1588 року[4][12].

- В 1683 — 1686 роках була знесена норманська апсида разом з мозаїками, які прикрашали її внутрішню поверхню, і на її місці побудували велику каплицю (італ. Cappellone) в стилі бароко[13].

Приєднану внаслідок перебудови 1588 західну частину церкви розписали бароковими фресками: галерею другого поверху та простір колишнього нартексу — 1717 року Віллем Борреманс, а вестибюль — у 1744 Олівіо Соцці.

### Другий кафедральний собор єпархії (Сан-Нікола-дель-Гречі)
Після скасування монастиря (1866) італійський уряд конфіскував церкву Марторана. В 1870 — 1873 роках храм було реставровано (роботами керував Джузеппе Патріколо), при цьому були видалені деякі барокові нашарування, що їх можна було відділити. Реставраційні роботи (1939, 1946, 1952, 1968 років) вносили лише незначні зміни. Але на відміну від більшості пам'ятників арабо-норманського стилю, таких як: собор Чефалу, Маджіоне, Сан-Джованні-дельї-Ереміті, Палатинська капела, Сан-Катальдо, де внаслідок реставрації вдалося повернути будівлям первісний вигляд, більшість змін XVI—XVIII століть не можуть бути видалені без руйнування власне будови. Як наслідок Марторана являє собою химерну еклектичну будівлю, в якій змішалися впливи арабо-норманського стилю, візантійські мозаїки й риси бароко.

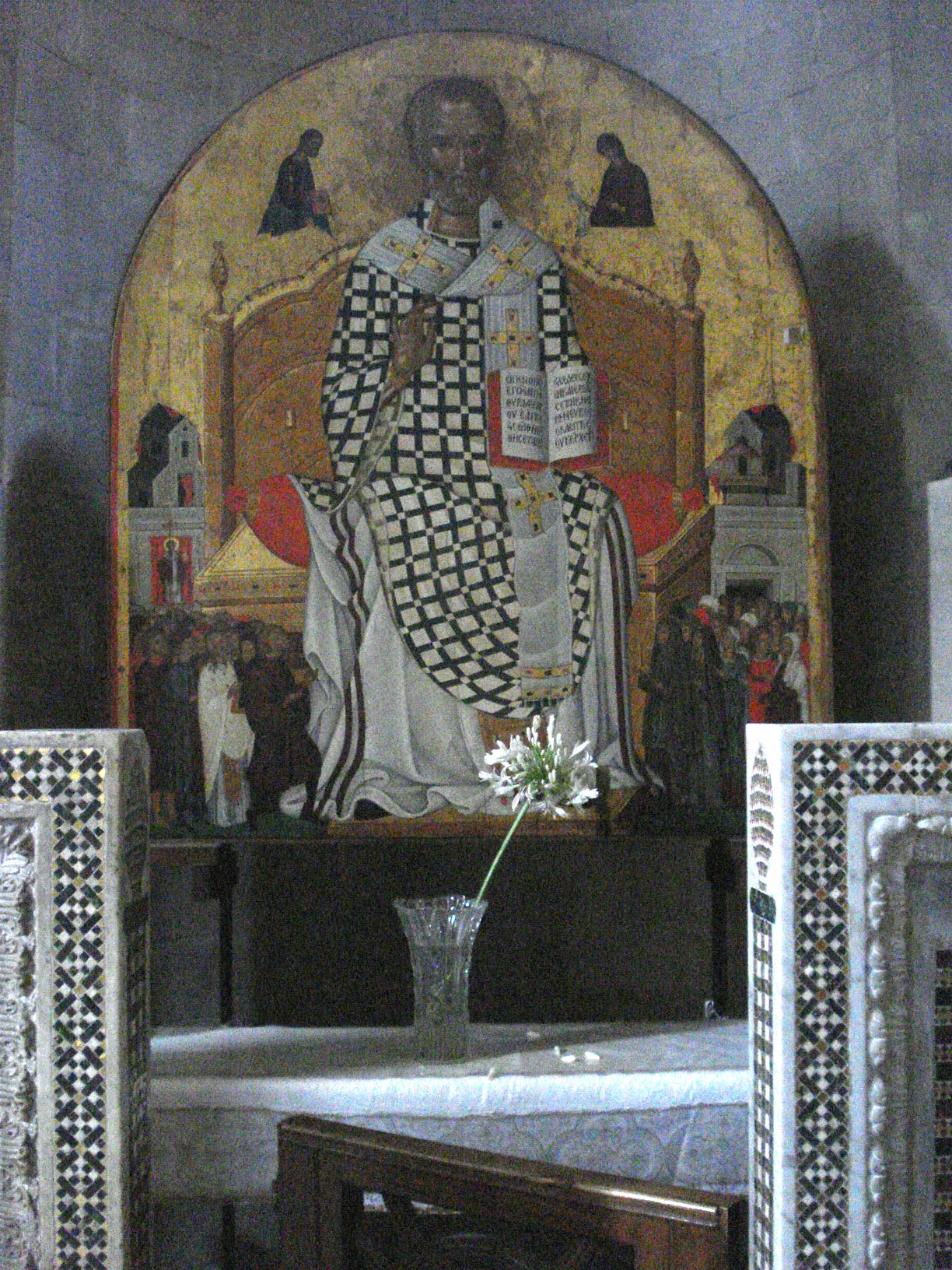
Храмова ікона св. Миколи Чудотворця (XV століття, критська школа). Врятована зі зруйнованої церкви Сан-Нікола-дель-Гречі й перенесена в Марторану.

1935 року Муссоліні передав церкву албанській громаді — нащадкам албанців, які втекли в XV столітті на Сицилію від османського завоювання та зберегли в латинському оточенні візантійський обряд в унії з Римом (див. Італо-албанська католицька церква). Таким чином, після п'ятивікової перерви в Марторані відновили богослужіння за візантійським обрядом. За іронією долі, переселення албанців на Сицилію заохочував Альфонс Арагонський, який свого часу передав був Марторану латинському монастирю. До цього, починаючи з 1547 року, в Палермо єдиним парафіяльним албанським храмом з візантійським богослужінням була церква Сан-Нікола-дель-Гречі (тобто на честь святителя Миколая Мирлікійського). 9 травня 1943 церкву Сан-Нікола-дель-Гречі зруйнувало американське бомбардування, і ця роль перейшла до Марторани. У зв'язку з цим офіційною назвою Марторани, як другого кафедрального собору єпархії П'яна-дельї-Албанезі, стала Сан-Нікола-дель-Гречі (хоча вона так і не ввійшла в повсякденну мову мешканців Палермо).

## Архітектура

### Загальний огляд
Адміральську церкву в Палермо можна визначити як центральнокупольну споруду візантійського типу, причому середньовічна Марторана набула свого остаточного вигляду після низки послідовних перебудов. План у вигляді вписаного в квадрат хреста, який вибрали її будівельники, суголосний плануванню ще двох храмів Сицилії, п'яти церков на півдні Італії, а також двох храмиків на території Києво-Печерської лаври. До цього ж типу слід віднести церкву Івана Предтечі в Керчі. У цих храмах купол розмішений на квадратному, а не на круглому підмурку, перехід до якого зроблений через систему вітрил. Схожі планувальні рішення характерні й для скельних храмів Каппадокії. Нартекс був прибудований до храму через кілька десятиліть після завершення роботи над наосом і тому дещо відмінний від нього за архітектурою. На ті часи це було звичайне явище.
Набагато рідше можна зустріти в православній архітектурі передній двір з аркадами, про існування якого на місці пізніших барокових прибудов до церкви стало відомо з розкопок археолога Джузеппе Патріколо (1834–1905) в 1870-х роках. Можна припустити, що за аналогією з сусідньої бенедиктинською оселею, цей двір був з трьох боків оточений портиками. Згодом на місці двору влаштували двоярусну паперть (екзонартекс), характернішу для візантійських будівничих. Ще 1282 року в цьому «атріумі» збирався сицилійський парламент. Після знесення паперті 1588 року про її вигляд можна лише гадати, проте є підстави припускати, що її другий ярус займало гульбище.

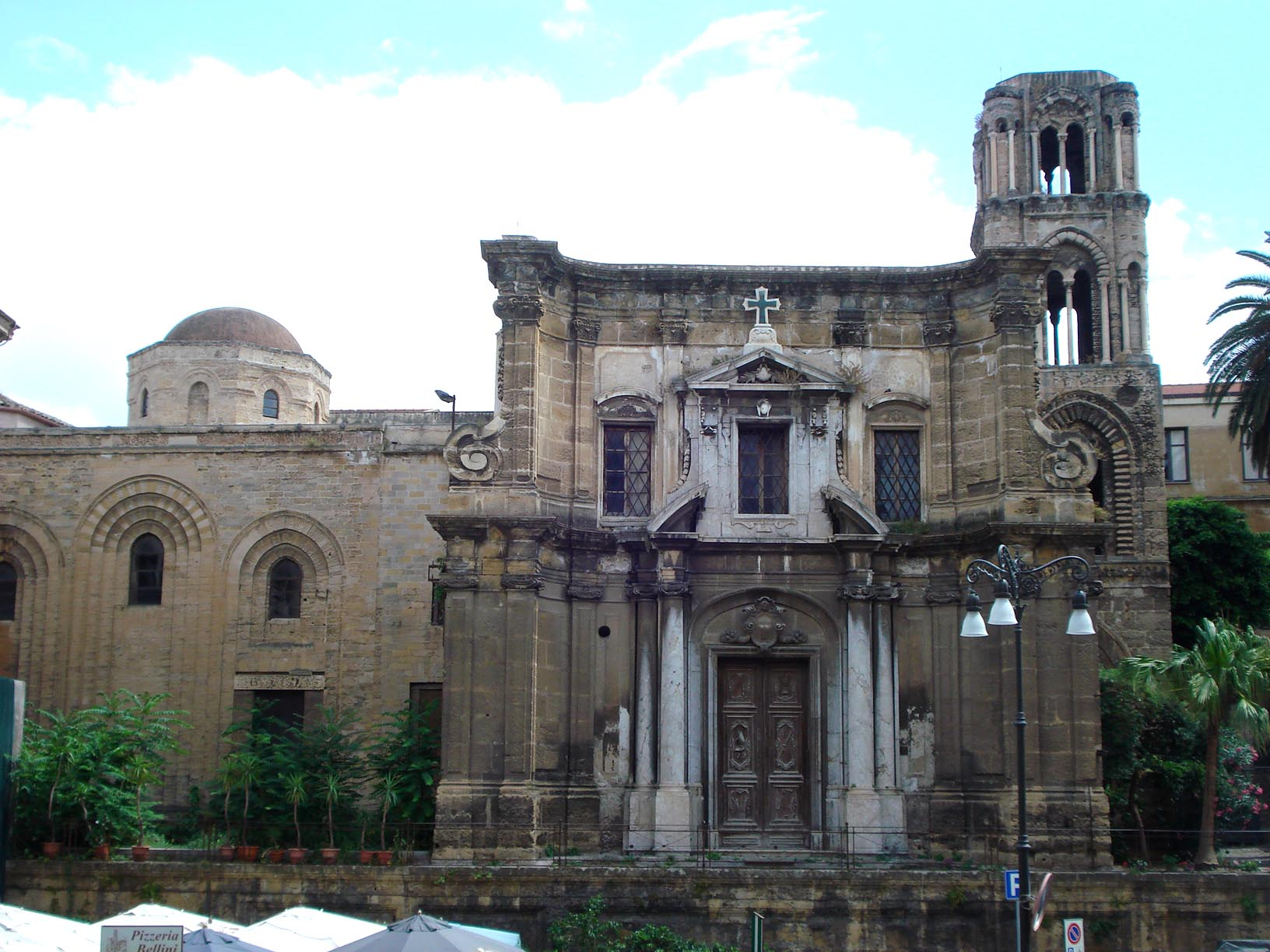
Північний фасад (з боку Пьяцца Белліні): ліворуч — частина фасаду XII століття, праворуч — барокова частина XVII століття.

Попри подальші барокові привнесення, для знавців візантійської архітектури Марторана являє собою «унікальне досягнення, причому не лише в Палермо й на Сицилії, а й у середземноморському світі загалом». Від інших творів арабо-норманського стилю пам'ятник відрізняється тим, що ісламські впливи тут були не просто накладені на візантійську першооснову, але й збагачені останніми віяннями у візантійській архітектурі. На момент свого освячення Марторана повинна була здаватися приїжджим з Константинополя вельми «сучасною» будівлею. Марторана донесла до нас такі архітектурні деталі (наприклад, здвоєний барабан), уявлення про які неможливо отримати з пам'ятників Константинополя та інших великих центрів імперії, до яких доля виявилася менш прихильною, ніж до Палермо.
Сила арабського впливу на архітектурний вигляд Марторани — предмет для дискусій. Так, Дж.К. Арган переконаний, що «арки на високих підвалинах і декор мають арабський характер». Павло Муратов вважав Марторану твором «напівгрецьким», однак і його полонив уламок більш раннього періоду — «чудові різьблені арабські двері, які потрапили туди, можливо, випадково».

### Північний фасад (пьяцца Белліні) та купол
Початковий вигляд зберегли лише південний (виходить у внутрішній двір, недоступний звичайним відвідувачам) і частково північний (в його східній частині) фасади. Вони складені з прямокутних кам'яних блоків (ашларів) і прикрашені трьома глухими арками (з яких центральна — найвища) з маленьким вікном у верхній частині кожної арки. Стіну завершує карниз, складений з менших за розміром ашларів, що містять по одній грецькій букві. Оскільки значна частина первинних фасадів (повністю західний та апсида, частково північний) перебудовані, повний текст напису на карнизі не зберігся, але гіпотетично відновлений дослідниками: «Тобі, о Владичице, Богородице та Свята Діво, я, Георгій, раб Твій, святобожно присвячую цей храм як недостойний дар за безліч милостей, якими Ти облагодіяла мене».
Напівсферичний купол, що увінчує середохрестя Марторани, розміщений на восьмикутному барабані, що стоїть на квадратному підмурку. Кожен бік квадрата й правильного восьмикутника містить по одному маленькому вікну, які забезпечували достатнє освітлення мозаїк купола. У XVI — XVII століттях ці вікна були закладені, що занурило купол у пітьму. Джузеппе Патріколо під час реставрації 1870 — 1873 років відкрив частину з них і відновив природне освітлення мозаїк.
Західна частина північного фасаду являє собою барокову конструкцію, що повністю закрила невдалу дворівневу прибудову 1588 року. Цей фасад побудували у XVII столітті за проектом модного тоді архітектора Андреа Палма. Типовий бароковий фасад збагачений складним порталом. По боках портала дві колони, а зверху трикутний тимпан; розірваний посередині вікном, яке, в свою чергу, накрите меншим за розмірами другим трикутним тимпаном, якого вінчає хрест. Портал був до реставрації 1870—1873 років основним входом до церкви. Тим не менше, дослідники не вважають цей фасад цікавим з архітектурної точки зору.

### Кампаніла

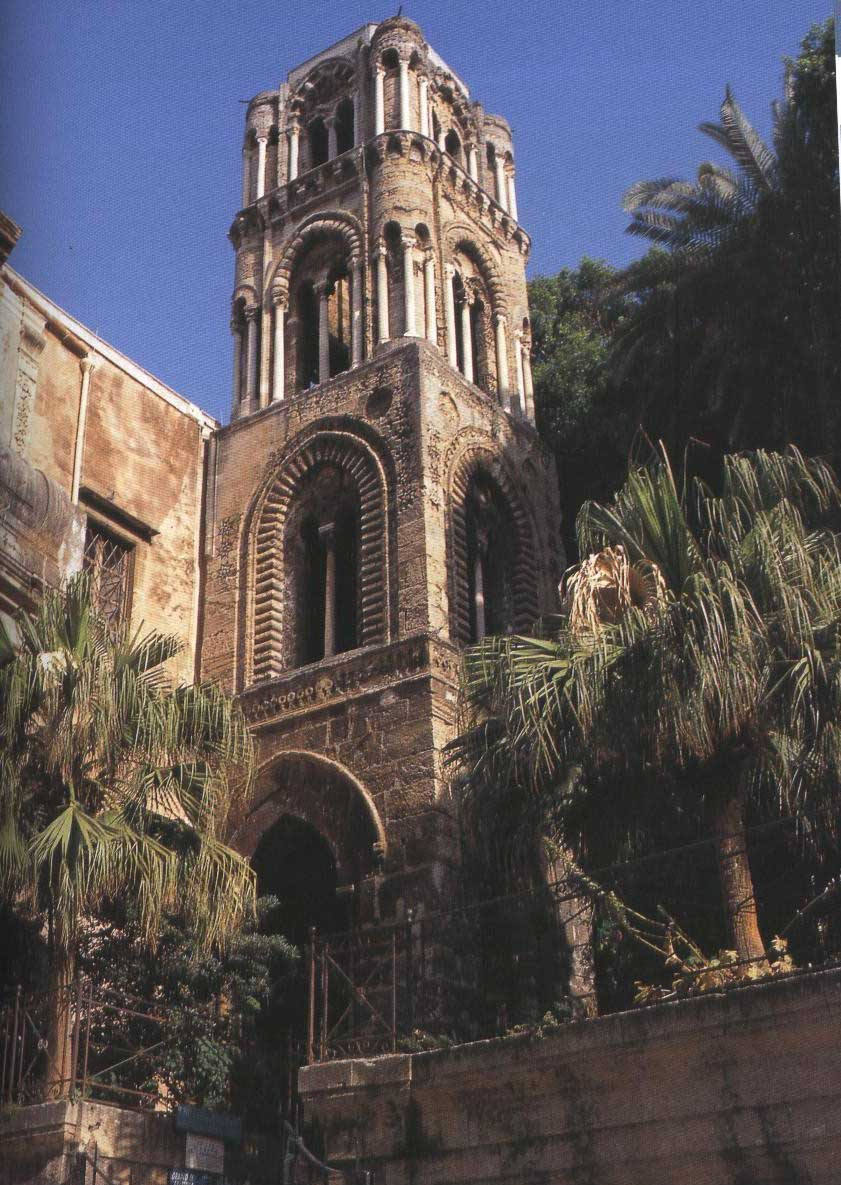
Кампаніла Марторани.

Чотириярусна, типово романська кампаніла Марторани, являє собою феномен, для візантійської архітектури зовсім не характерний. ЇЇ завершили, ймовірно, 1184 року.. Довгий час першою дзвіницею у візантійському світі вважали надбудову над нартексом собору св. Софії, яку виконали католицькі прелати за часів латинського панування в Константинополі. Дзвіниця Марторани передує цій споруді, що зовсім не спростовує припущення про те, що ідея дзвіниці прийшла у візантійський світ із заходу. Стилістичні особливості капітелей кампаніли дозволяють припустити, що її будівельники, бувши носіями західних архітектурних ідей, прибули на Сицилію зі сходу — з Єрусалимського королівства хрестоносців.
Завдяки використанню різних архітектурних прийомів будівельники домоглися ілюзії надзвичайної легкості, витонченості й спрямованості вверх:
- Перший ярус кампаніли, через який, після реставрації 1870—1873 років, облаштований основний вхід до церкви, складний з великих кам'яних блоків (ашларів) і містить три великих арки, кожна з яких обмежена двома тонкими колонами.
- Другий ярус кампаніли, поєднаний з галереєю другого ярусу церкви, складений з ашларів такого самого розміру, що й перший ярус, і має три вікна-біфорії (подвійне вікно, розділене тонкою колоною), вставлені в прикрашені геометричним візерунком арки.
- Третій ярус набагато менший за площею, ніж два попередніх, складний з менших ашларів і містить чотири вікна-біфорії, кожне з яких розташоване між двома тонкими колонами. Крім того, кути заокруглені, і в кожному з них облаштовано нішу, прикрашену трьома колонами. Загалом, на третьому ярусі є 24 колони.
- Четвертий ярус в архітектурному плані повторює попередній, але нижчий по висоті й прикрашений складним різьбленим карнизом, який, можливо плавно переходив у барабан купола, зруйнованого землетрусом 1726 і вже потім не відновленого[24].

Загалом, кампаніла прикрашена 11 вікнами-біфоріями, 8 кутовими нішами, 57 тонкими колонами, поліхромною інкрустацією. Перехід з кампаніли до паперті, яка стоїть позаду неї, розібрали 1588 року за наполяганням аббатиси Леонори Болоньї, а 1726 року землетрус обрушив її навершя, внаслідок чого висота споруди знизилася з 25 до нинішніх 22 метрів. Перша на Сицилії настільки складна в архітектурному плані кампаніла Марторани породила безліч наслідувань, серед яких найвідомішими є чотири кутових вежі собору Палермо.
Початковий східний фасад Марторани з трьома випнутими апсидами зазнав значних спотворень у 1683 — 1686 роках: головну апсиду зруйнували й замінили на велику прямокутну каплицю з куполом, що частково закрив зовнішні стіни, і двома залишеними апсидами. До того ж побудовані пізніше сусідні будівлі майже впритул прилягають до Марторани, отож ця частина церкви не є цікавою для дослідників.

## Інтер'єр церкви XII століття

### Загальний огляд
Первісна церква зразка XII століття являла собою в плані грецький хрест з трьома апсидами, нартексом і двором. Історико-культурною цінністю є саме первісна (центральна) частина церкви з куполом, прикрашена візантійськими мозаїками. Ймовірно мозаїка прикрашала зруйновану в 1683 — 1686 роках центральну апсиду, але її зміст можна відновити лише гіпотетично. Ще більш незрозуміло, чи була мозаїка на втрачених 1588 року стінах між церквою та притвором, а також на самому притворі.
Мозаїки Марторани були виконані запрошеними візантійськими майстрами або їх сицилійськими учнями в проміжку між будівництвом храму (1143 рік) і смертю титаря (1151). Таким чином, цю роботу виконали одночасно з мозаїками собору Чефалу та першими мозаїками Палатинської капели. Наявність відмінностей між мозаїками трьох церков і порівняно короткий період часу виконання роботи показують, що в Чефалу, Палатинській капелі та Марторані трудилися різні майстри. У мозаїках Марторани ієрархічні засади мистецтва попереднього періоду (до епохи Комнінів) відходять на другий план, поступаючись місцем гуманізації образів, яку можна побачити в особливій витонченості ліній, появі «нот інтимності та психологічної виразності». Більш камерне, як порівняти з королівськими соборами, трактування християнської тематики можна пояснити приватним характером цього замовлення.
На відміну від мозаїк Палатинської капели й Чефалу, робота над якими тривала в наступні епохи, зображення Марторани збереглися в первісному вигляді й тому їх вважають найдавнішими з візантійських мозаїк на Сицилії. Спеціаліст з візантійської мозаїки Отто Демус зазначає:
«Умільці, які прикрашали церкву, побудовану адміралом, пристосовувалися до затишної, домашньої атмосфери домашньої церкви, спрощуючи свої зразки, і досягли найдосконалішої чарівності, яку лише можна виявити серед збережених зразків середньовічного декору на італійській землі. Їх досягнення зовсім не применшують того факту, що іноді вони наслідували приклад своїх співтоваришів, які працювали у двох королівських церквах. Вони створили квінтесенцію всього ніжного, чарівного й затишного у великому мистецтві комнінівських мозаїк».
Абсолютно протилежне враження справили мозаїки на російського мистецтвознавця «срібного віку» Павла Муратова, який побачив на «напівгрецьких» стінах Марторани лише «потворність», до яких дійшло «огрубіле візантійське мистецтво» часів свого занепаду, коли арабські смаки та прийоми відмирали:
Декоративна уява тамтешніх мозаїстів не пішла далі суцільного золотого тла, на якому рідко розкидані погані фігури. Колористичне відчуття ніби зовсім зникло. Немає жодного чистого або глибокого кольору, лише тьмяно-зелений, брудно-коричневий, неповний синій і неприємний білий. Подібно до будь-якого мистецтва, що старіє, можна помітити любов до дріб'язкових подробиць і непотрібне прикрашення деталей. Увага мозаїстів пішла в сандалі, митри, далматики, складені з багатьох кольорів, серед яких, однак, немає жодного справжнього кольору.— Павло Муратов. «Образи Італії» (1911).
Прикрашали церкву мозаїками за добре продуманою програмою: серед них багато смислових і композиційних пар; вісь «захід-схід», що проходить через центр середохрестя, є в певному сенсі віссю симетрії. У зв'язку з цим загальний масив мозаїк можна умовно розбити на кілька циклів: мозаїки купола, північної та південної частин, східного рукава й західного рукава, а також донаторські мозаїки.

### Мозаїки купола

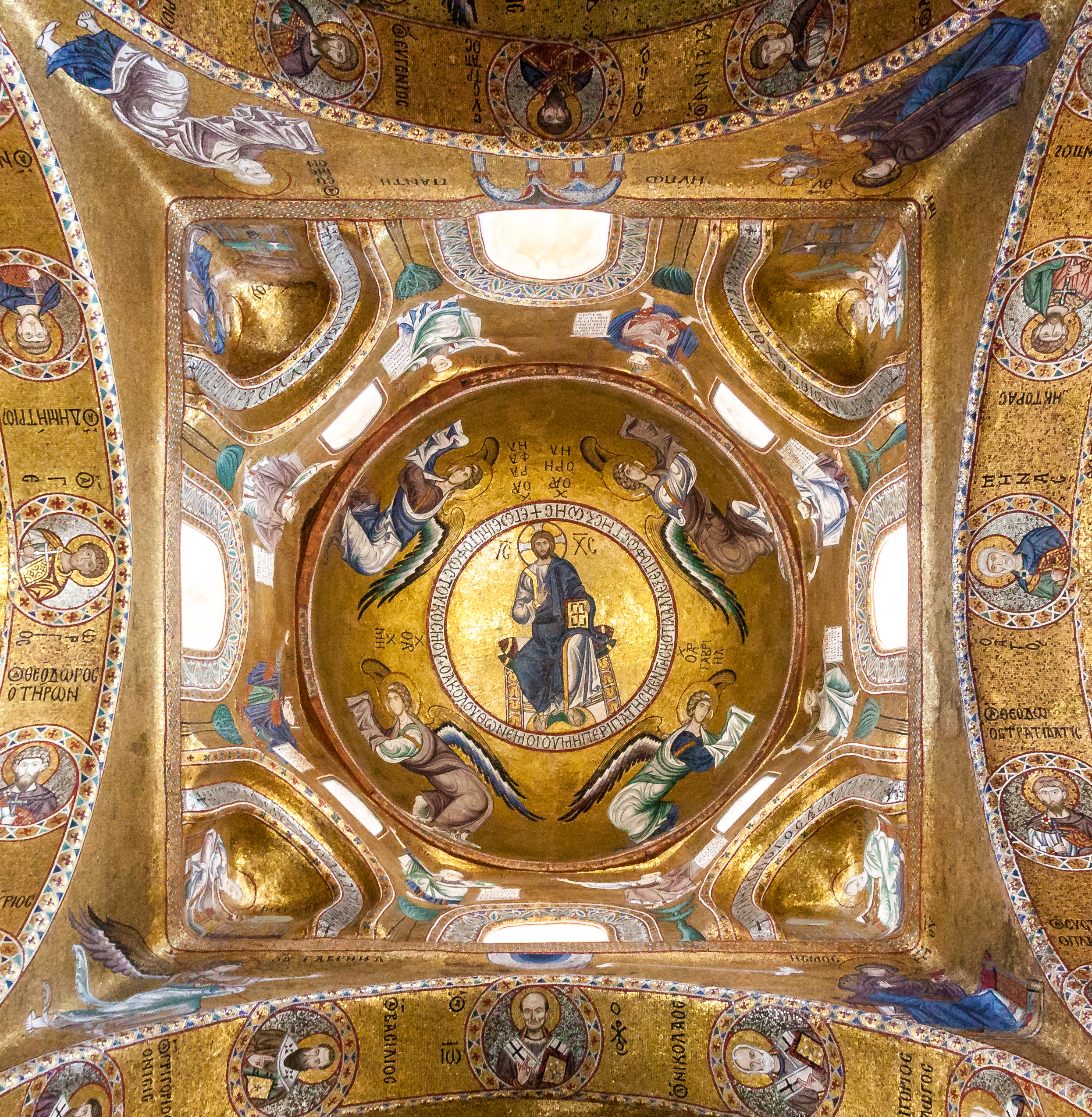
Христос Пантократор з архангелами в куполі Марторани.

Купол Марторани містить мозаїку у формі медальйона, що зображає Христа Пантократора (Вседержителя) в оточенні чотирьох архангелів — Михаїла, Гавриїла, Рафаїла та Уриїла. Мозаїсти зобразили Христа за іконографічним зразком: він сидить у царських шатах на престолі, його ліва рука тримає закрите Євангеліє, а правою рукою Спаситель благословляє тих, хто молиться. По краю медальйона йде грецька цитата з Євангелія: «Я світло світу; хто піде за Мною, не буде ходити в темряві, але матиме світло життя» ([[|Ін]] 8:12).
Фігури архангелів набагато менш відповідають зразку, навіть здаються карикатурою. Демус називає ці фігури «каліками та карликами». Зображуючи в куполі вознесеного Христа, візантійські майстри зазвичай оточували престол уклінними янголами. У такій позі, навіть з урахуванням антиперспективних поправок, фігури ангелів були досконалими. У Марторані мозаїсти зобразили архангелів у вертикальному положенні перед Христом, а не уклінно. З урахуванням реального розміру купола, фігури архангелів виявилися неприпустимо коротконогими. Подібний промах показує, що мозаїсти Марторани необдумано копіювали знайомі їм візантійські зразки без урахування іншого іконографічного контексту. З іншого боку, завдяки цьому промаху, Христос Вседержитель з архангелами, представлений в Марторані, є унікальним і легко впізнаваним.
Під архангелами, вже на стінах восьмикутного барабана зображені вісім старозавітних пророків та праведників: Мойсей, Давид, Ісая, Єремія, Ілія, Єлисей, Даниїл і Захарій. Пророки представлені в позі ораторів з піднятою правою рукою та розгорнутим книжковим сувоєм у лівій. Ще нижче, в нішах, утворених тромпами, зображені євангелісти Матвій, Марко, Лука та Іван Богослов. Всі вони сидять перед аналоєм, на якому лежить відповідне Євангеліє. Ці фігури, довгий час приховані в напівтемряві купола, стали добре помітними після реставрації кінця XIX століття, внаслідок якої також були відновлені віконні прорізи в куполі.

### Мозаїки східного рукава

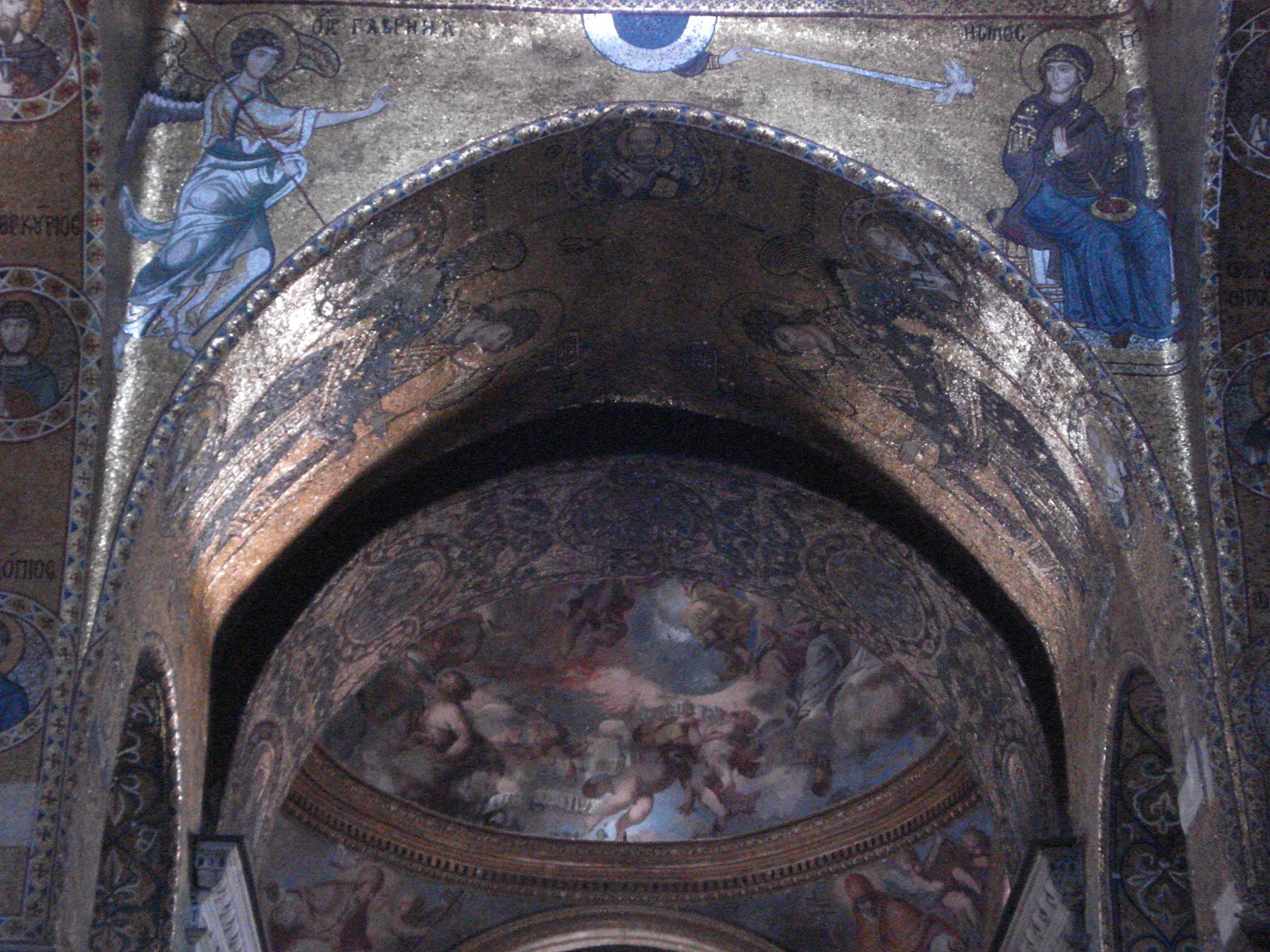
Благовіщення — в тріумфальній арці.

Вхід до східної частини храму, що раніше завершувався головною апсидою, оформлений у вигляді тріумфальної арки. Той бік арки, що обернений на захід, демонструє динамічну сцену Благовіщення. Зображений ліворуч Гавриїл простягає руку до розташованої в центрі арки небесної сфери. Звідти, продовжуючи лінію руки архангела, виходить промінь світла з білим голубом, що летять назустріч Марії, яку зображено в правій частині арки. При цьому і Гавриїл, і Марія зображені півоберта, тобто вони дивляться і один на одного, і на тих, хто молиться. Ще більшої виразності сцені надає вікно, розташоване прямо над небесною сферою, через що вся картина пронизана світлом. Сицилійським мозаїстам здалося настільки вдалим таке зображення Благовіщення в тріумфальній арці, що його повторили в Палатинській капелі та соборі Монреале.
На нижній поверхні тріумфальної арки в медальйонах представлені сім мозаїчних портретів шанованих святителів (справа наліво) : Афанасія, Григорія Богослова, Миколая, Івана Золотоустого, Василія Великого, Григорія Ніського та Кирила. Всі вони наділені індивідуальними рисами; так, наприклад, Кирило виділяється своїм здивованим поглядом.
Тема поклоніння янголів переходить на склепіння східного рукава, де в розкішних шатах візантійських сановників і з жезлами в руках представлені архангели Михаїл і Гавриїл (їх зображення розміщені симетрично відносно осі «схід-захід»). Обличчя архангелів звернені на схід, а це дозволяє припустити, що в самій апсиді, знищеній в 1683 — 1686 роках також були мозаїчні зображення. Оскільки церква була присвячена Богородиці, прийнято вважати, що в головній апсиді була зображена саме Вона (з Немовлям на руках або в позі «оранта»). Місце Богородиці в центрі головної апсиди, як це передбачають в Марторані, побічно підтверджене аналогічними композиціями в соборах Чефалу та Монреале.
|                 |                  |                                                 |
| Архангел Михаїл | Архангел Гавриїл | Святителі Микола, Григорій Богослов та Афанасій |

### Мозаїки західного рукава

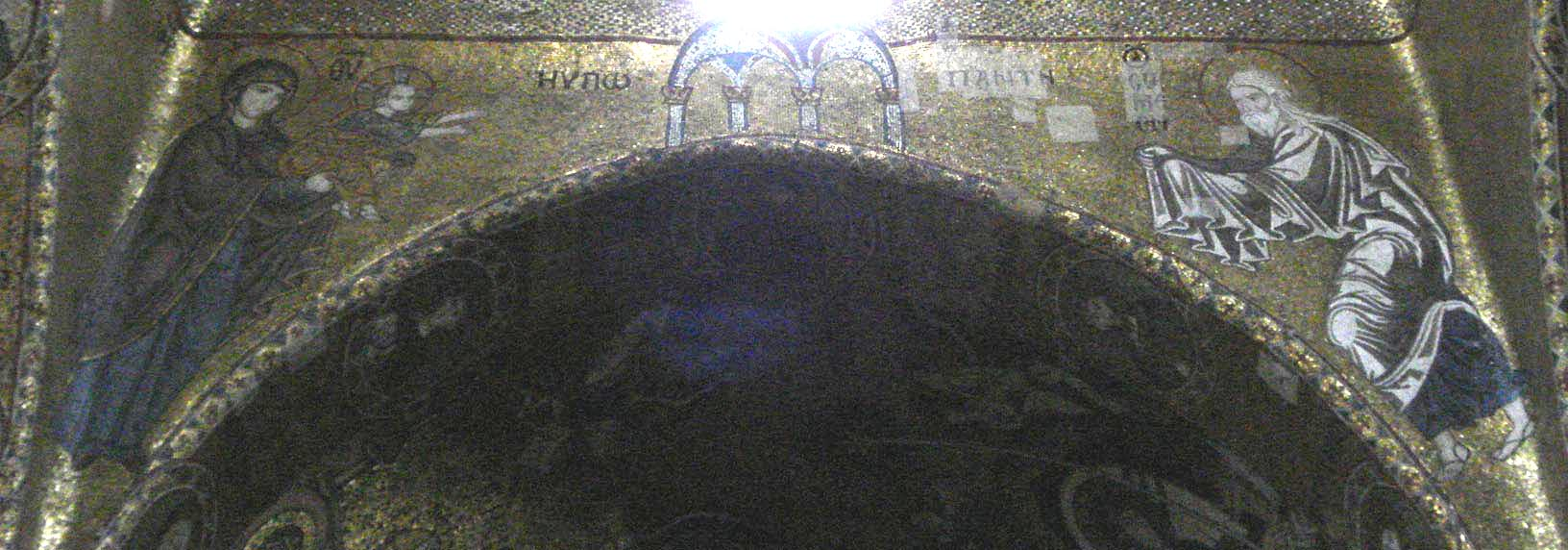
Стрітення — мозаїка вхідної арки.

На зверненій до сходу стороні вхідної арки, тобто навпроти Благовіщення тріумфальної арки, знаходиться мозаїка, що зображає Стрітення Господнє. У композиційному плані ця мозаїка є парною до Благовіщення: з одного її боку зображений праведний Симеон, який простягає руки до Храму, символічно показаного у вигляді колонади у верхній частині арки. З іншого боку арки Немовля, що сидить на руках Богородиці, точно так само простягає руки до Храму. Таким чином, Симеон і Христос, прагнучи до Храму, одночасно рвуться один до одного, що додає мозаїці динамічності.
Зображення Богородиці та Христа пов'язують у єдине смислове ціле сцену Стрітення, а також дві мозаїки, розташовані на склепіннях західного рукава Марторани. На цих двох останніх мозаїках представлені Різдво Христове й Успіння Богородиці, які розміщені симетрично відносно осі «схід-захід» і за своєю композицією є парними. Обидві вони виконані відповідно до східно-християнської, а не західної традиції, що ще раз підтверджує авторство саме грецьких майстрів.
У сцені Різдва Богородицю зображено у вертепі. Вона спирається на гору, що вказує на відоме пророцтво Даниїла про «гору несікому» (Дан 2). Обома руками Вона підтримує Дитинку в яслах, на які падає промінь Віфлеємської зірки. Сцену оточують янголи та пастухи; є тут віл і осел. У лівій нижній частині зображений Йосип, в правій — дві служниці готують купіль для Немовляти.
На мозаїці Успіння Богородиця зображена двічі: Її тіло лежить на смертному одрі, а душа у вигляді спеленаного немовляти знаходиться в руках Христа, який передає Її ангелам. Ложе оточують апостоли та учні (по сім біля голови й ніг; один — очевидно, Іван Богослов — припав до грудей Марії), серед них за характерними рисами легко можна впізнати Петра і Павла. Богонемовля на руках Марії в сцені Різдва і немовля (душа Богородиці) в руках Христа в другій сцені тісно композиційно пов'язують обидві мозаїки.
Зображеннями Різдва Христового й Успіння Богородиці обривається святковий цикл мозаїк Марторани. Якщо стіна між церквою та нартексом, а також стіни самого нартексу (знищені 1588 року) були раніше прикрашені мозаїками, вони, виходячи зі смислової та композиційної єдності, повинні були продовжувати цей цикл. Зважаючи на відсутність будь-яких відомостей про інші раніше наявні мозаїки, всі припущення приречені залишатися гіпотезами.
Нижня поверхня вхідної арки, як і раніше описаної тріумфальної, містить сім мозаїчних портретів. Це — мученики (зліва направо): Іоанн, Авксентій, Орест, Євстратій, Євгеній, Мардарій і Павло. Іоанн і Павло є, швидше за все, римські мученики IV століття; п'ятеро інших постраждали в Севастії Вірменській при Діоклетіані.
|                     |                  |                                    |
| Успіння Богородиці. | Різдво Христове. | Мученики Орест, Авксентій та Іван. |

### Мозаїки північної та південної частин церкви
Продуманість і симетрія мозаїчного оформлення північної та південної частин (включають в себе однойменні апсиду й рукав хреста) Марторани можна проілюструвати таблицею:
| Місцеперебування мозаїки                     | Північна частина | Південна частина |
| -------------------------------------------- | --- | --- |
| апсида                                       | Святий Йоаким | Свята Анна |
| склепіння рукава                             | Попарно Апостоли Петро та Андрій, Хома та Пилип (всі зображені в повний зріст)                                                                                  | Попарно апостоли Павло та Яків, Симон Кананіт і Варфоломій (всі зображені в повний зріст)                                    |
| нижня поверхня арки, що веде до середохрестя | Сім великомучеників: Прокопій, Меркурій, Теодор Тирон, Юрій (Георгій) Змієблрець, Димитрій Солунський, Нестор і Артемій (всі — поясні зображення в медальйонах) | Сім великомучеників: Флор, Євстафій, Теодор Стратилат, Міна, Віктор, Вікентій і Лавр (всі — поясні зображення в медальйонах) |
| зовнішня стіна церкви                        | Безсрібники Косма, Пантелеімон і Дем'ян (втрачені, відомі за документами)                                                                                       | безсрібники Кир, Єрмолай і Іоанн (крайні — в повний зріст, середній — поясне зображення в медальйоні)                        |

Іконографія мозаїк, що зображують апостолів, безперечно грецька, а домінантне тло їх — золоте. Втім, Отто Демус зазначає, що фігури апостолів Марторани повторюють за розмірами свої прототипи з Чефалу. Але, на відміну від Чефалу, де апостоли зображені в просторій апсиді, місця для них в Марторані виявилося недостатньо, а отже їх «витіснили» в рукава хреста. Занадто великі для об'єму Марторани образи апостолів створюють ілюзію непропорційно малого купола. Разом з чотирма євангелістами, зображеними в куполі, в Марторані представлені дванадцять апостолів, хоча вони й не повністю збігаються з дванадцятьма початковими учнями Христа (немає Якова Зеведеєвого, Тадея й Маттія, замість них — Павло, Марко та Лука). Такий вибір характерний для візантійського мистецтва того часу; він же був повторений пізніше в апсиді собору Монреале.
|                           |                                    |                        |
| Апостоли Петро та Андрій. | Апостоли Симон Зилот і Варфоломій. | Апостоли Фома й Філіп. |

|                |             |                                           |
| Святий Йоаким. | Свята Анна. | Святі Феодор Тирон, Меркурій та Прокопій. |

### донаторські мозаїки

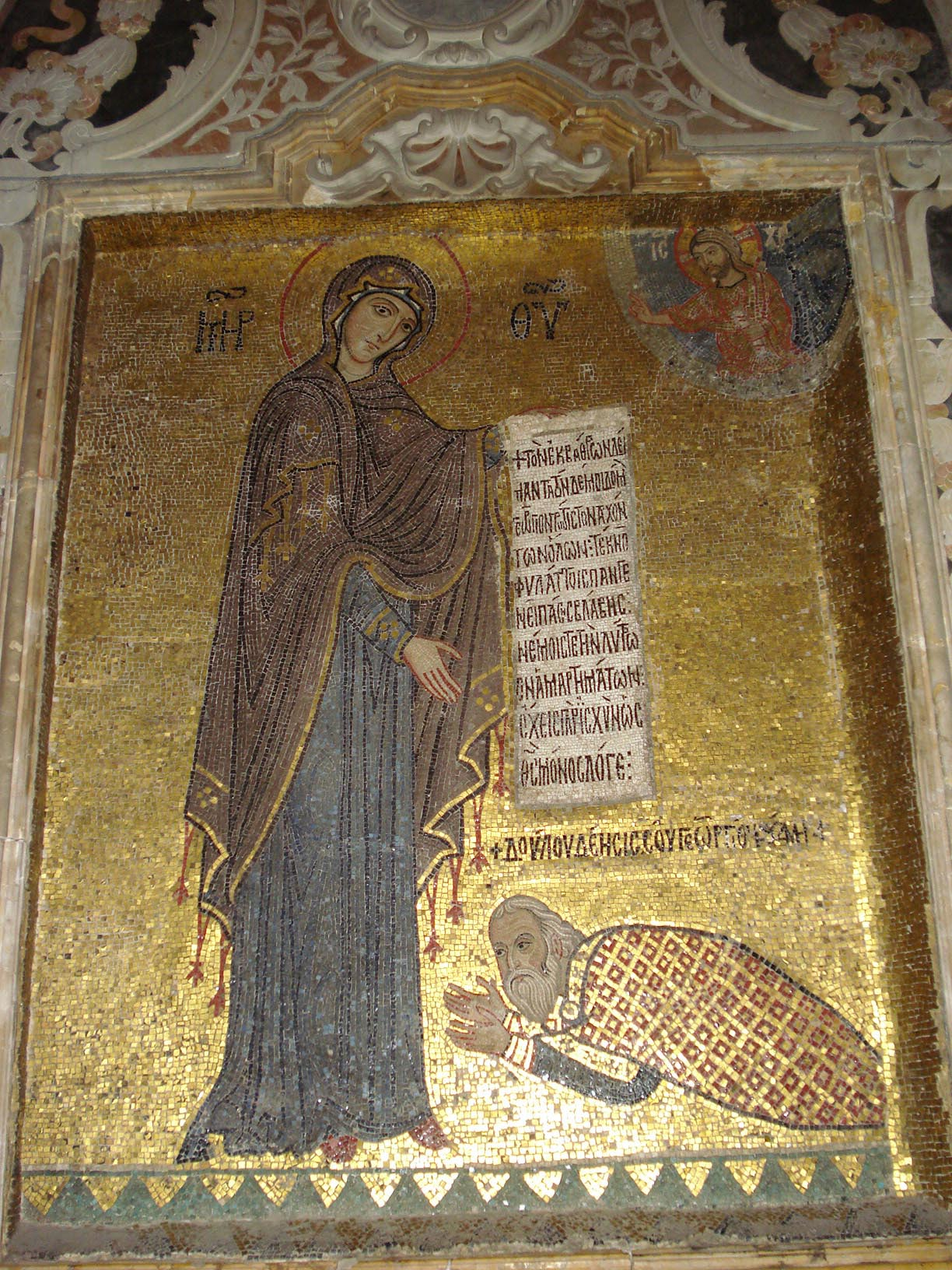
Георгій Антиохійський біля ніг Богородиці.

Крім вищеописаних мозаїк, виконаних за традиційними візантійським зразками, в Марторані знаходяться дві особливі мозаїчні картини, на яких зображені засновники церкви — Рожер II і Георгій Антиохійський. Спочатку ці мозаїки перебували в нартексі, а після включення його в загальний обсяг будинку стали частиною інтер'єру храму.
У північній частині колишнього притвору розташована мозаїка, що зображує Георгія Антіохійського біля ніг Богородиці. Над його головою — грецький напис: «Молитва раба Твого адмірала Георгія». Права рука Богородиці звернена до Георгія, який лежить долілиць, жестом запрошуючи його піднятися, а ліва рука тримає хартію. Хартія говорить по-грецьки: «Дитя, Святе Слово, да збережеш Ти від лих Георгія, першого серед архонтів, який спорудив цей Мій дім від самого фундаменту; і даруй йому відпущення гріхів, що лише Ти, Боже, владний здійснити». У правому верхньому куті мозаїки Христос приймає молитву своєї Матері й благословляє Георгія за її молитвами. Іконографія мозаїки бездоганно візантійська. Ще примітна мозаїка тим, що на ній збереглося справжнє обличчя Георгія Антіохійського; яскраво виражені портретні — НЕ символічні — риси не залишають у цьому сумнівів. Невдала реставрація XVII століття спотворила фігуру Георгія, зробивши її схожою на черепашачу.

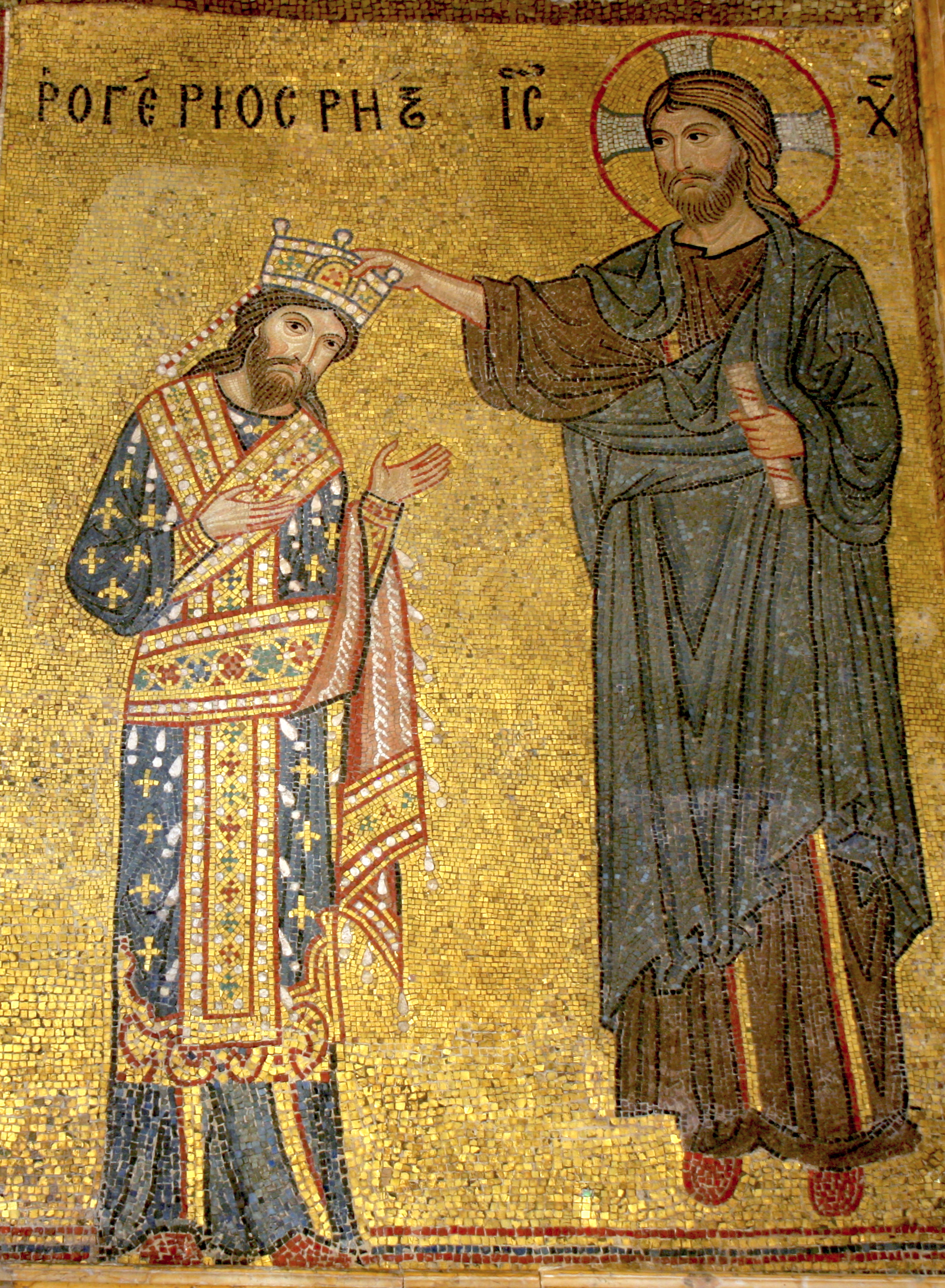
Христос коронує Рожера II.

А найвідомішим зображенням Марторани є мозаїка в південній частині колишнього притвору, на якій Христос коронує Рожера II. Король зображений у візантійському одязі, в тому числі в довгій далматиці. Його корона прикрашена підвісками з дорогоцінними каменями, також за константинопольським зразком. Схилена трохи вліво голова й простягнуті до Христа руки — також типово візантійські іконографічні риси. Над головою Рожера II — напис грецькою: Ρογεριωσ Ρεξ, тобто «Рожер король». Лице Рожера II наділене портретними рисами, які не залишають сумнівів у тому, що зображення виконане з натури. Якщо не брати до уваги дрібних і умовних зображень на печатках і монетах, мозаїка Марторани — єдиний справжній портрет Рожера II. Христос правою рукою кладе корону на голову Рожера, а в лівій тримає згорнутий сувій (символ Божественного закону).
Мозаїка Марторани має глибокий внутрішній зміст для розуміння характеру Рожера II і його поглядів. Рожер II, католик за народженням і вихованням, впродовж усього свого царювання перебував у конфлікті з Константинополем, доброзичливо ставився до своїх грецьких підданих, протегував грецьким церквам і монастирям. Від сицилійських греків він запозичив візантійське ставлення до монархії як до божественного інституту, де не обмежений земними законами суверен отримує владу від Бога і йому одному звітує про своє правління. Для Сицилії титул Рожера Rex був перекладом грецького (василевс) і був наповнений тим самим сакральним значенням. Для своїх грецьких підданих Рожер II мав бути законним наступником візантійських імператорів.
Тому на мозаїці Рожер одягнений в імператорський візантійський одяг і отримує корону безпосередньо з рук Христа. Те, що Рожер II так розуміє свою владу, суперечить традиційному для середньовіччя західному погляду на королів, як на васалів Римської церкви. Для західного розуміння мало б сенс, якби Рожера II коронували апостол Петро або Папа Римський як наступник апостола, тим більше що Рожер II отримав корону 1130 року лише як васал Святого престолу. Більше того, з західної точки зору на мозаїці повно прихованої іронії, бо насправді Рожер II отримав королівський титул внаслідок закулісної угоди з антипапою Анаклетом II, якого не визнав більше жоден з монархів Європи. Навпаки, для візантійського осмислення державної влади сцена отримання корони безпосередньо з рук Христа цілком виправдана. Далматика, в яку одягнений Рожер, натякає також на спадкові легатські повноваження, якими користувалися сицилійські монархи, починаючи з Рожера I. Тема отримання королями Сицилії влади безпосередньо від Бога, повз римського папу, отримала подальший розвиток у соборі Монреале. В пресбітерії цього собору онук Рожера II Вільгельм II Добрий також зображений під час коронації з рук Христа.

## Барокові частини Марторани
Частини Марторани, прибудовані в 1588 та 1683 — 1686 роках до первісної церкви XII століття, були прикрашені в XVII — XVIII століттях бароковими фресками. Настоятельки монастиря, що поповнювався переважно представницями шляхетних родин Сицилії, мали достатньо коштів для запрошення іменитих і модних майстрів свого часу. Втім, фрагменти пізнішого стінопису, повні барокового динамізму, навряд чи можна визнати вдалим сусідством для середньовічних мозаїк, які «несуть на собі печатку аскетичної строгості та трансцендентності, несумісну з матеріальними формами ліпних прикрас».
| Частина будівлі                 | Автор фресок                 | Рік створення | Сюжети |
| ------------------------------- | ---------------------------- | ------------- | --- |
| Велика капела (італ. Capellone) | Антоніо Грано (1660—1718)    | 1685          | «Тріумф бенедиктинського ордена» (купол), Вчителі Церкви (вітрила) |
| колишній притвор                | Віллем Борреманс (1672—1744) | 1717          | «Святий Бенедикт поклоняється Богородиці з Немовлям»,«Поклоніння волхвів»,«Втеча в Єгипет»,«Весілля в Кані Галілейській»,«Обрізання Господнє»,«Ісус розмовляє з книжниками в Храмі» (склепіння), поясні зображення святих у медальйонах (колони та нижні поверхні арок) |
| вестибюль                       | Олівіо Соцці (1690—1765)     | 1744          | «Слава бенедиктинського ордена» |
| галерея (хори)                  | Віллем Борреманс (1672—1744) | 1717          | «Святий Бенедикт впізнає переодягненого Тотілу»,«Богородиця з Немовлям кладуть вінки з квітів на святого Бенедикта та святих-бенедиктинців» |

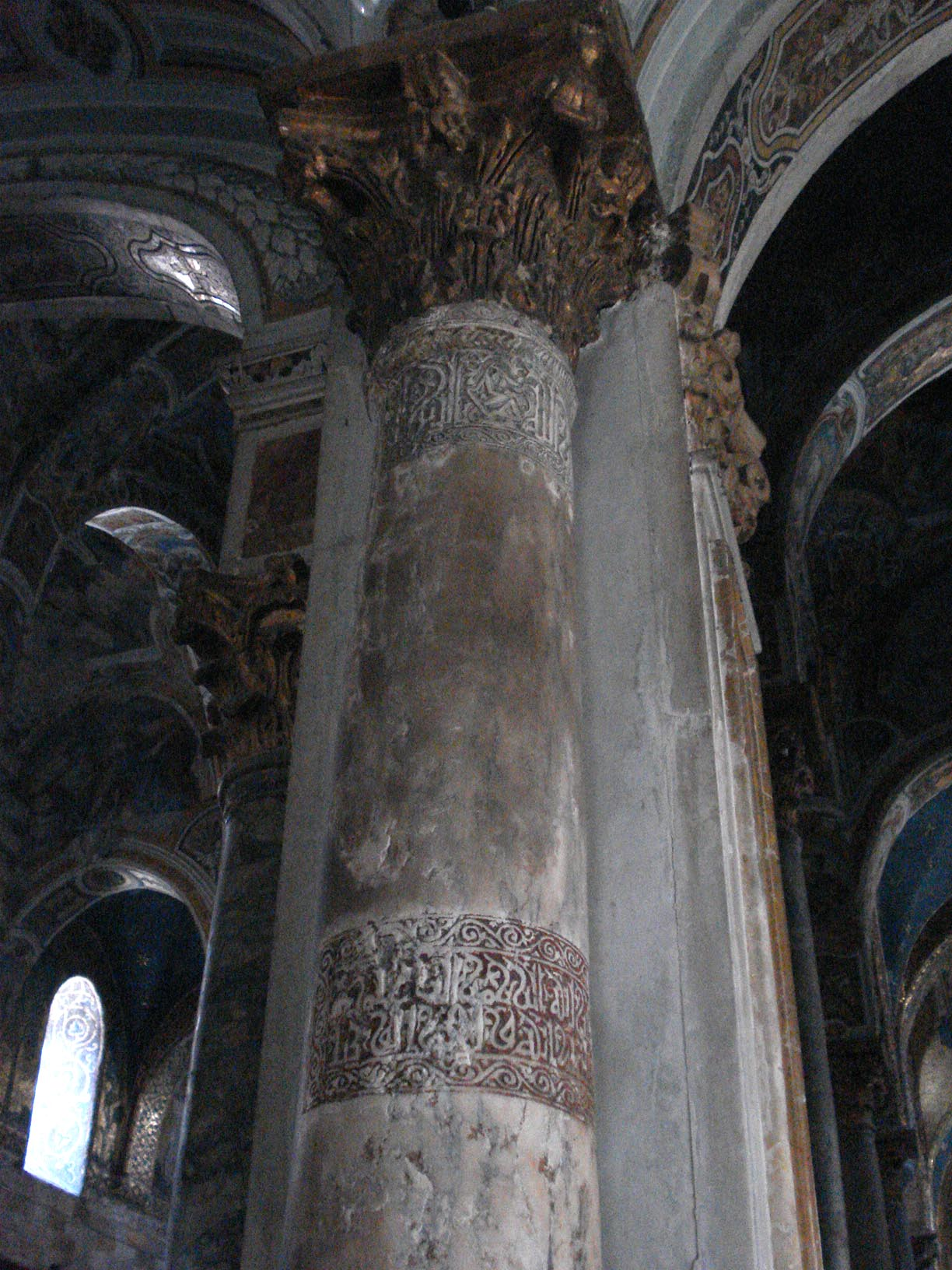
Одна з колон вестибюля з двома цитатами з Корану.

Навіть у цих частинах Марторани, побудованих набагато пізніше норманської епохи, присутні арабські риси. Південні двері вестибюля, які помітив П. П. Муратов, були створені арабськими майстрами XII століття; ймовірно, за Георгія Антиохійського. Вони закривали вхід до церкви, але після заміни нартексу та двору будівлею 1588 року їх перенесли на нинішнє місце. Дві колони вестибюля мають різьблені арабські написи. У верхній частині однієї колони вирізано: « Воістину, Аллах — з тими, хто боїться (Його) » (сура 16, вірш 128); в середній частині — «Bo ім'я Аллаха милостивого, милосердного! На Нього я поклався, адже Він — Господь великого трону! » (сура 3; сура 9, вірш 130). На іншій колоні вирізане побажання Георгію: «Перемоги, здобутків, величі та удачі!» Йдуть дискусії щодо походження цих колон: вони могли потрапити сюди з якогось арабського палацу Палермо або їх могли спеціально створити мусульманські майстри на замовлення Георгія, який знав арабську мову.

## Сучасна Марторана

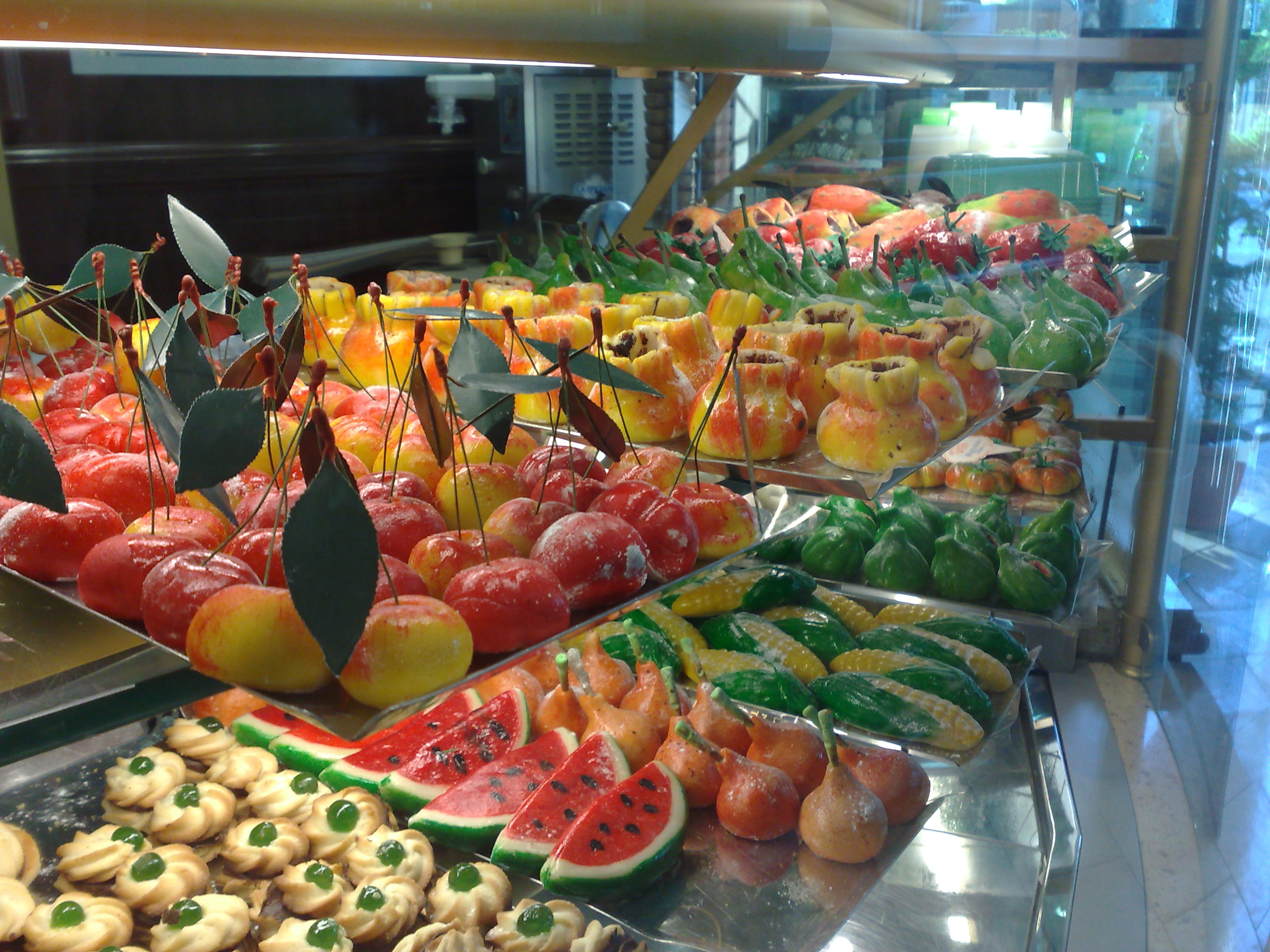
Лотки з марторанськими фруктами.

Сучасна Марторана — найбільш популярна серед туристів середньовічна церква в Палермо. Інтер'єр храму можна побачити в одній зі сцен голлівудського трилера «Талановитий містер Ріплі» (режисер Ентоні Мінгелла, 1999). У суботу перед обідом у храмі зазвичай проходять весілля; це найпопулярніша серед молодят церква в місті.
По всій Сицилії набули поширення Фрутта-марторана — штучні марципанові фрукти з тертого мигдалю, які черниці Марторани, охочі здивувати місцевого архієпископа, робили на Великдень. Крім фруктів, з мигдалю за рецептом марторанських черниць ліплять морепродукти. Найбільшу різноманітність цих фігурних солодощів можна побачити восени напередодні дня всіх святих.